# Jahrhundertwendehaus
Das historische Haus Kirchstraße 14 ist ein besonders sehenswertes und altes Gebäude, welches sich in der Innenstadt der Kreisstadt Bergheim im Rhein-Erft-Kreis in Nordrhein-Westfalen befindet.

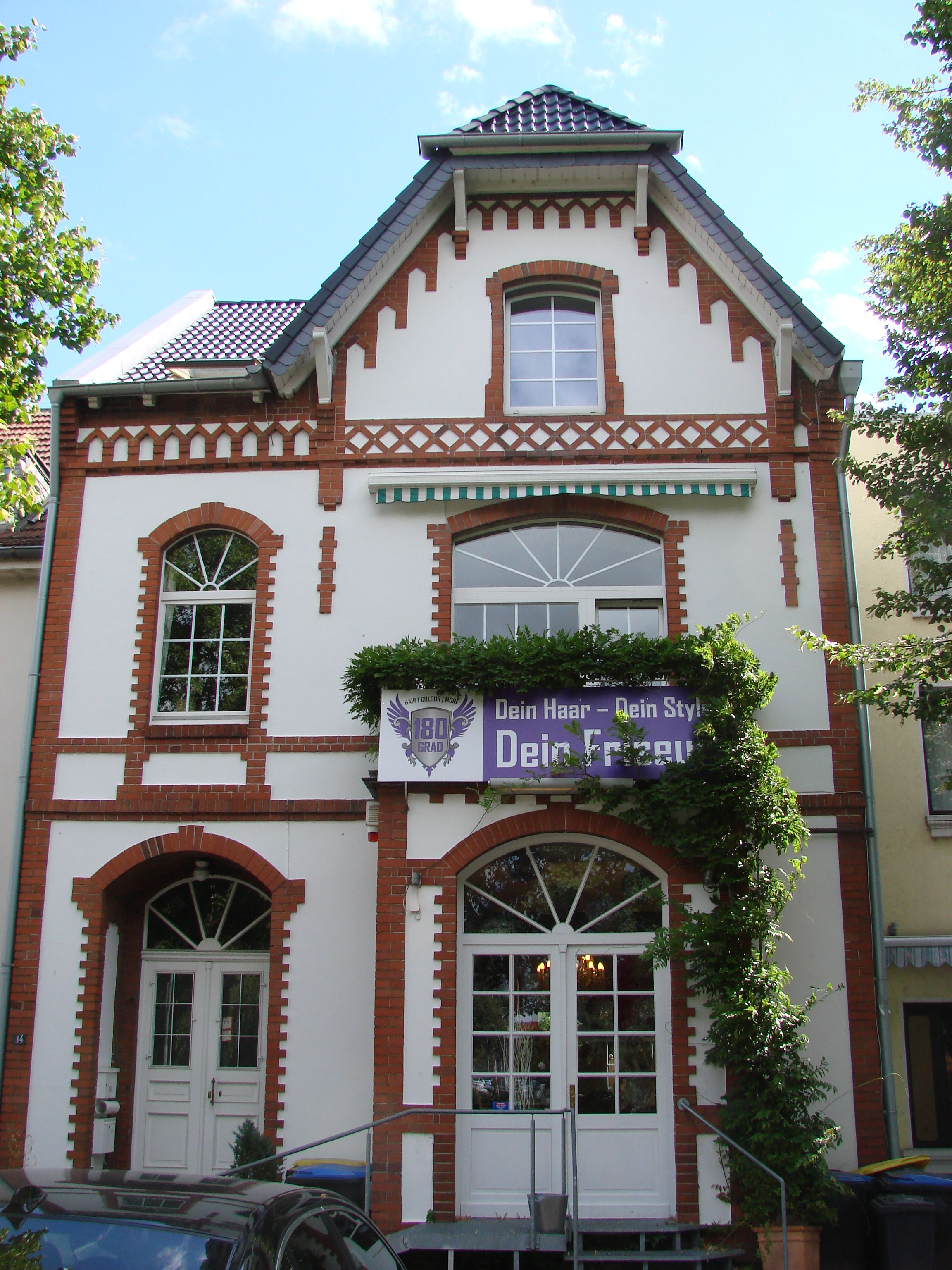
Das Jahrhundertwendehaus

## Baugeschichte und Architektur
Schon auf einer Postkarte von 1904 ist es vorhanden. Also muss das Haus Nr. 14 in der Kirchstraße um 1900 erbaut worden sein. Vom Baustil her ist es ein „Nachläufer“ des Historismus. Es besitzt einen weißen Anstrich und ist durch rote Ziegel reizvoll gegliedert. Sie umrahmen die Stichbogenfenster, die Haustür, den Schmuckgiebel und markieren die Mauerecken. Im Inneren sind im Eingangsbereich die alten Bodenfliesen, die Türen und das Holztreppenhaus erhalten. Das Gebäude besitzt gewisse Ähnlichkeiten mit dem Haus an der Beisselstraße 5 und könnte damit auf denselben Baumeister zurückgehen. Dieses Haus bewohnte im Jahr 1911 Wilhelmina Gerken, geborene Schrock, die früh verwitwete Frau von Dr. Franz Gerken. Sie gehörte dem Großbürgertum an.
Die ersten beiden Etagen nutzte Wilhelmina Gerken selbst, die oberste Etage wurde von ihren drei Dienstboten bewohnt. 1924 ging das Gebäude in den Besitz der Familie Rottländer über, deren Tochter Auguste mit dem Obergerichtsvollzieher Friedrich Brüll verheiratet war. Auguste Brüll blieb Eigentümerin bis 1970.

## Heutige Nutzung
Nach mehrfachem Eigentümerwechsel besteht nun im Untergeschoss ein Friseursalon.